# Fallone Nunataks
Fallone Nunataks är nunataker i Antarktis. De ligger i Västantarktis. Inget land gör anspråk på området.